# Cantharis cyprogenia
Cantharis cyprogenia es una especie de coleóptero de la familia Cantharidae.

## Distribución geográfica
Habita en Chipre.